# Olympische Winterspiele 2018/Shorttrack – 500 m (Männer)
Der Wettkampf über 500 m Shorttrack der Männer bei den Olympischen Winterspielen 2018 wurde am 20. und 22. Februar 2018 in der Gangneung Ice Arena ausgetragen.
Olympiasieger wurde der Chinese Wu Dajing, vor den beiden Südkoreanern Hwang Dae-heon und Lim Hyo-jun.

## Rekorde

### Bestehende Rekorde
| Weltrekord         | John Celski ( Vereinigte Staaten) | 39,937 s | Calgary   | 21. Oktober 2012 |
| Olympischer Rekord | Charles Hamelin ( Kanada)         | 40,770 s | Vancouver | 26. Februar 2010 |

### Neue Rekorde
| Weltrekord         | Wu Dajing ( China) | 39,800 s | 22. Februar 2018 |
| Weltrekord         | Wu Dajing ( China) | 39,584 s | 22. Februar 2018 |
| Olympischer Rekord | Wu Dajing ( China) | 40,264 s | 20. Februar 2018 |
| Olympischer Rekord | Wu Dajing ( China) | 39,800 s | 22. Februar 2018 |
| Olympischer Rekord | Wu Dajing ( China) | 39,584 s | 22. Februar 2018 |

## Ergebnisse
Q – Qualifikation für die nächste Runde

ADV – Advanced

### Vorläufe
| Rang | Lauf | Athlet                   | Land                             | Zeit (s) | Anmerkungen |
| ---- | ---- | ------------------------ | -------------------------------- | -------- | ----------- |
| 1    | 1    | Wu Dajing                | China                            | 40,264   | Q, OR       |
| 2    | 1    | Bartosz Konopko          | Polen                            | 41,039   | Q           |
| 3    | 1    | Andy Jung                | Australien                       | 63,137   |             |
| 4    | 1    | Thibaut Fauconnet        | Frankreich                       | 64,756   |             |
|      | 1    | Aaron Tran               | Vereinigte Staaten               |          | DSQ         |
| 1    | 2    | Samuel Girard            | Kanada                           | 40,493   | Q           |
| 2    | 2    | Roberts Zvejnieks        | Lettland                         | 40,563   | Q           |
| 3    | 2    | Yuri Confortola          | Italien                          | 40,869   |             |
| 4    | 2    | Vladislav Bykanov        | Israel                           | 47,177   |             |
| 1    | 3    | Seo Yi-ra                | Südkorea                         | 40,438   | Q           |
| 2    | 3    | Dylan Hoogerwerf         | Niederlande                      | 40,657   | Q           |
| 3    | 3    | Sébastien Lepape         | Frankreich                       | 40,900   |             |
| 4    | 3    | Viktor Knoch             | Ungarn                           | 66,060   |             |
| 1    | 4    | Lim Hyo-jun              | Südkorea                         | 40,418   | Q           |
| 2    | 4    | Daan Breeuwsma           | Niederlande                      | 40,806   | Q           |
| 3    | 4    | Denis Nikischa           | Kasachstan                       | 41,436   | ADV         |
|      | 4    | Charles Hamelin          | Kanada                           |          | DSQ         |
| 1    | 5    | Ren Ziwei                | China                            | 40,294   | Q           |
| 2    | 5    | Alexander Schulginow     | Olympische Athleten aus Russland | 40,585   | Q           |
| 3    | 5    | Nurbergen Schumaghasijew | Kasachstan                       | 40,748   | ADV         |
|      | 5    | Sjinkie Knegt            | Niederlande                      |          | DSQ         |
| 1    | 6    | Shaoang Liu              | Ungarn                           | 40,526   | Q           |
| 2    | 6    | Ryōsuke Sakazume         | Japan                            | 40,658   | Q           |
| 3    | 6    | Absal Äschghalijew       | Kasachstan                       | 43,388   | ADV         |
|      | 6    | Pawel Sitnikow           | Olympische Athleten aus Russland |          | DSQ         |
| 1    | 7    | Hwang Dae-heon           | Südkorea                         | 40,758   | Q           |
| 2    | 7    | Keita Watanabe           | Japan                            | 41,678   | Q           |
| 3    | 7    | Thomas Insuk Hong        | Vereinigte Staaten               | 43,096   |             |
|      | 7    | Jong Kwang-bom           | Nordkorea                        |          | DSQ         |
| 1    | 8    | Shaolin Sándor Liu       | Ungarn                           | 40,650   | Q           |
| 2    | 8    | Han Tianyu               | China                            | 40,744   | Q           |
| 3    | 8    | Semjon Jelistratow       | Olympische Athleten aus Russland | 40,829   |             |
| 4    | 8    | John-Henry Krueger       | Vereinigte Staaten               | 41,008   |             |

### Viertelfinale
| Rang | Lauf | Athlet                   | Land                             | Zeit (s) | Anmerkungen |
| ---- | ---- | ------------------------ | -------------------------------- | -------- | ----------- |
| 1    | 1    | Ren Ziwei                | China                            | 40,032   | Q           |
| 2    | 1    | Shaolin Sándor Liu       | Ungarn                           | 40,471   | Q           |
| 3    | 1    | Denis Nikischa           | Kasachstan                       | 40,806   |             |
| 4    | 1    | Alexander Schulginow     | Olympische Athleten aus Russland | 54,498   |             |
| 5    | 1    | Bartosz Konopko          | Polen                            | 70,996   |             |
| 1    | 2    | Wu Dajing                | China                            | 39,800   | Q, WR, OR   |
| 2    | 2    | Hwang Dae-heon           | Südkorea                         | 40,861   | Q           |
| 3    | 2    | Roberts Zvejnieks        | Lettland                         | 40,904   |             |
| 4    | 2    | Keita Watanabe           | Japan                            | 41,354   |             |
| 5    | 2    | Nurbergen Schumaghasijew | Kasachstan                       | DNF      |             |
| 1    | 3    | Samuel Girard            | Kanada                           | 40,477   | Q           |
| 2    | 3    | Ryōsuke Sakazume         | Japan                            | 40,563   | Q           |
| 3    | 3    | Han Tianyu               | China                            | 74,891   |             |
| 4    | 3    | Seo Yi-ra                | Südkorea                         | 77,779   |             |
| 1    | 4    | Lim Hyo-jun              | Südkorea                         | 40,400   | Q           |
| 2    | 4    | Daan Breeuwsma           | Niederlande                      | 40,677   | Q           |
| 3    | 4    | Dylan Hoogerwerf         | Niederlande                      | 41,007   |             |
| 4    | 4    | Absal Äschghalijew       | Kasachstan                       | 41,616   | ADV         |
|      | 4    | Shaoang Liu              | Ungarn                           |          | DSQ         |

### Halbfinale
QA – Qualifikation für das A-Finale

QB – Qualifikation für das B-Finale
| Rang | Lauf | Athlet             | Land        | Zeit (s) | Anmerkungen |
| ---- | ---- | ------------------ | ----------- | -------- | ----------- |
| 1    | 1    | Wu Dajing          | China       | 40,087   | Q, WR, OR   |
| 2    | 1    | Samuel Girard      | Kanada      | 40,185   | QA          |
| 3    | 1    | Shaolin Sándor Liu | Ungarn      | 40,399   | QB          |
| 4    | 1    | Daan Breeuwsma     | Niederlande | 40,775   | QB          |
| 5    | 1    | Absal Äschghalijew | Kasachstan  | 40,835   |             |
| 1    | 2    | Hwang Dae-heon     | Südkorea    | 40,108   | QA          |
| 2    | 2    | Lim Hyo-jun        | Südkorea    | 40,132   | QA          |
| 3    | 2    | Ren Ziwei          | China       | 40,418   | QB          |
| 4    | 2    | Ryōsuke Sakazume   | Japan       | 40,434   | QB          |

### B-Finale
| Rang | Athlet             | Land        | Zeit (s) | Anmerkungen |
| ---- | ------------------ | ----------- | -------- | ----------- |
| 1    | Shaolin Sándor Liu | Ungarn      | 40,651   |             |
| 2    | Ren Ziwei          | China       | 40,694   |             |
| 3    | Daan Breeuwsma     | Niederlande | 40,835   |             |
| 4    | Ryōsuke Sakazume   | Japan       | 40,985   |             |

### A-Finale
| Rang | Athlet         | Land     | Zeit (s) | Anmerkungen |
| ---- | -------------- | -------- | -------- | ----------- |
| 1    | Wu Dajing      | China    | 39,584   | WR, OR      |
| 2    | Hwang Dae-heon | Südkorea | 39,854   |             |
| 3    | Lim Hyo-jun    | Südkorea | 39,919   |             |
| 4    | Samuel Girard  | Kanada   | 39,987   |             |